# Gorazdova (Praha)

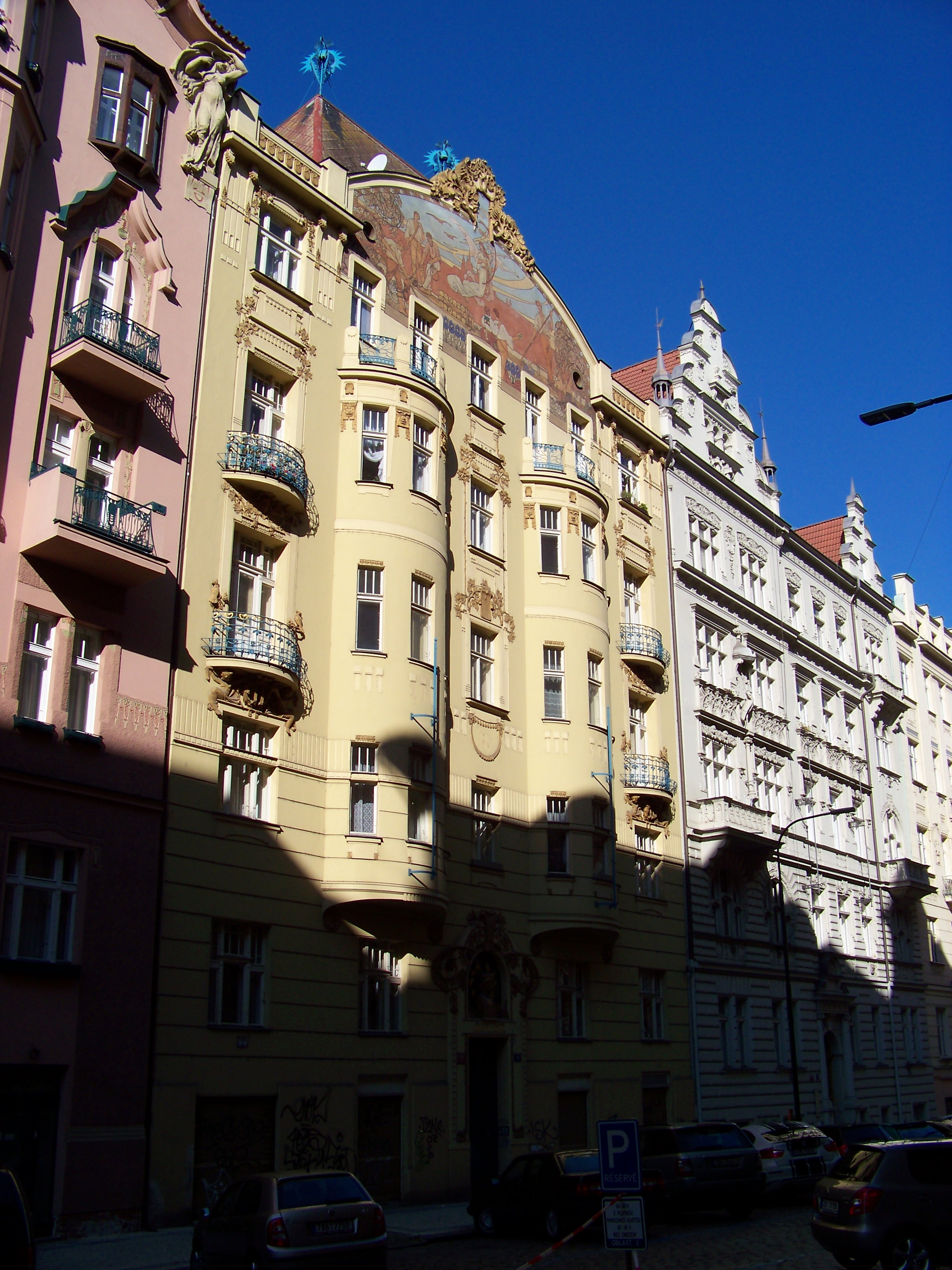
Gorazdova, domy č. 11, 13 a 15

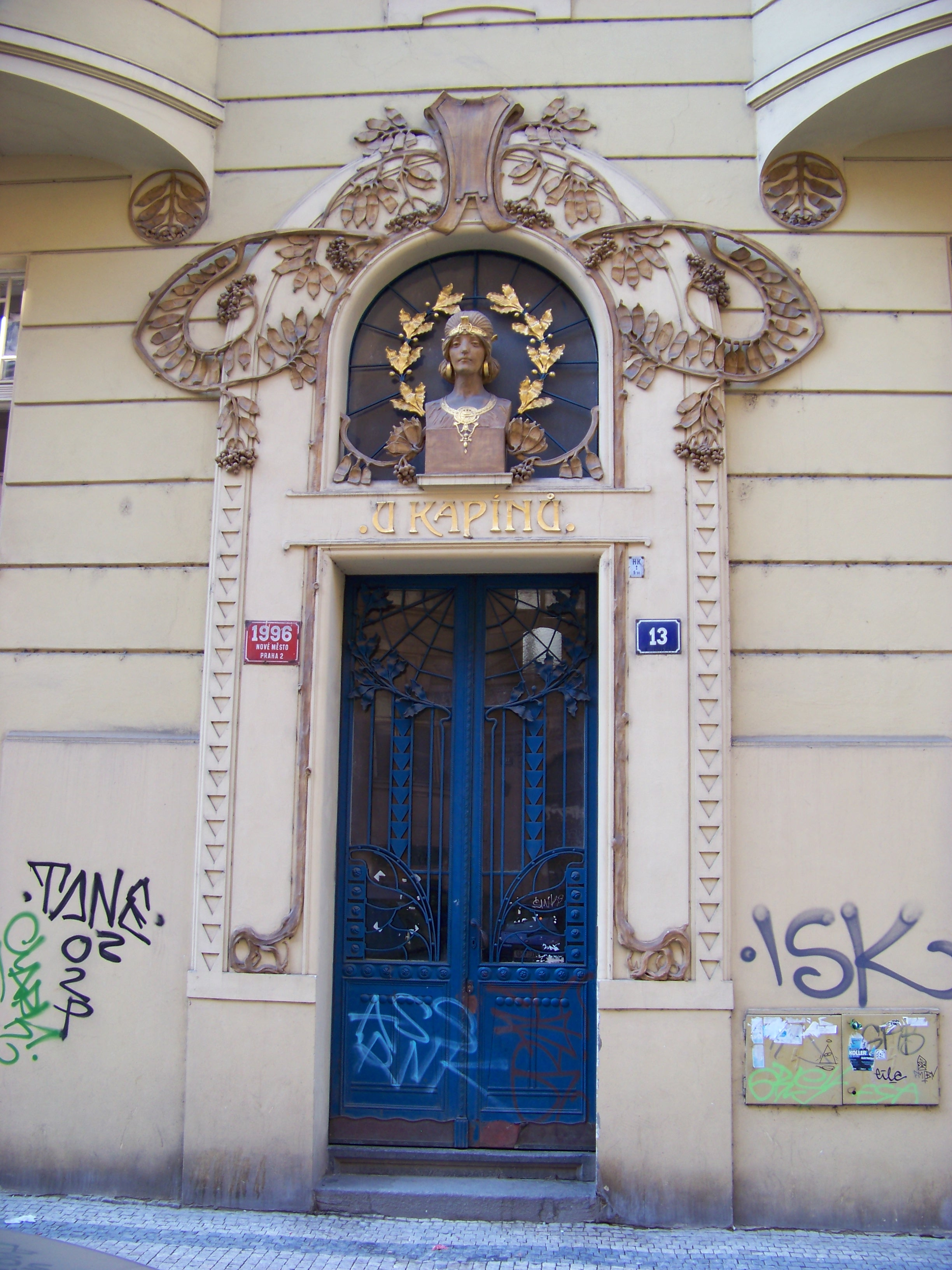
Gorazdova č. 13, secesní portál

Gorazdova ulice na Novém Městě v Praze spojuje Jiráskovo náměstí a Palackého náměstí. Je pojmenována na počest biskupa pravoslavné církve Gorazda, vlastním jménem Matěje Pavlíka.

## Historie
Vznikla ve vrcholném středověku, kdy se stala hlavní osovou komunikací pod Emauzskou (Břežskou) skálou. Po vytyčení Nového Města pražského roku 1348 při ní vyrostla osada plavců dřeva a rybářů Podskalí a postupně byla zastavěna druhou frontou domků souběžných s nábřežím pravého břehu Vltavy, prokládaná zahrádkami a sklady dříví. Od 18. století do roku 1947 nesla název Podskalská a její jižní část sahala až k Podskalské radnici. Po terénních úpravách pro Zítkovy sady z roku 1896 a pro stavbu budov ministerstva stavebnictví a ministerstva práce ve 30. letech 20. století byla parkem rozdělena na dvě části, horní a dolní. Horní Podskalská ulice dostala současný název roku 1947, dolní se nazývá Podskalská ulice dosud. Zhruba v polovině Gorazdovu ulici rozděluje a v pravém úhlu kříží Trojanova ulice.

### Hlavní změny
Lokalita prošla třemi zásadními etapami změn: kolem roku 1900 byly při asanaci starého Podskalí zbořeny všechny zdejší domky, z některých zůstaly sklepy. Následně byla ulice v letech 1896–1914 zastavěna řadovými nájemnými domy o 5 až 6 poschodích, mnohé financovali bohatí židovští měšťané, kteří se sem přestěhovali ze zbořeného Židovského Města. V únoru 1945 byla ulice postižena bombardováním Emauzského kláštera, při kterém byly zcela zbořeny dva ze čtyř nárožních domů ulice, a většina ostatních staticky narušena natolik, že jejich opravy trvaly až do počátku 60. let. Největší ztrátu památkově cenného domu v Gorazdově 4 (druhý vedle nároží do Palackého náměstí) ulice utrpěla roku 1979 v souvislosti s výstavbou stanice metra B Karlovo náměstí – výstupu na Palackého náměstí. Tehdy byl zbytečně zbořen vzorový secesní dům architekta Františka Buriánka s bohatou štukovou výzdobou fasády a interiérů a následně jeho stavební parcela s nárožním zbořeništěm využita pro novostavbu Dopravního dispečinku. Na ohradě zbořeniště byla pamětní deska obětem bombardování z roku 1945, která po roce 1979 zmizela.

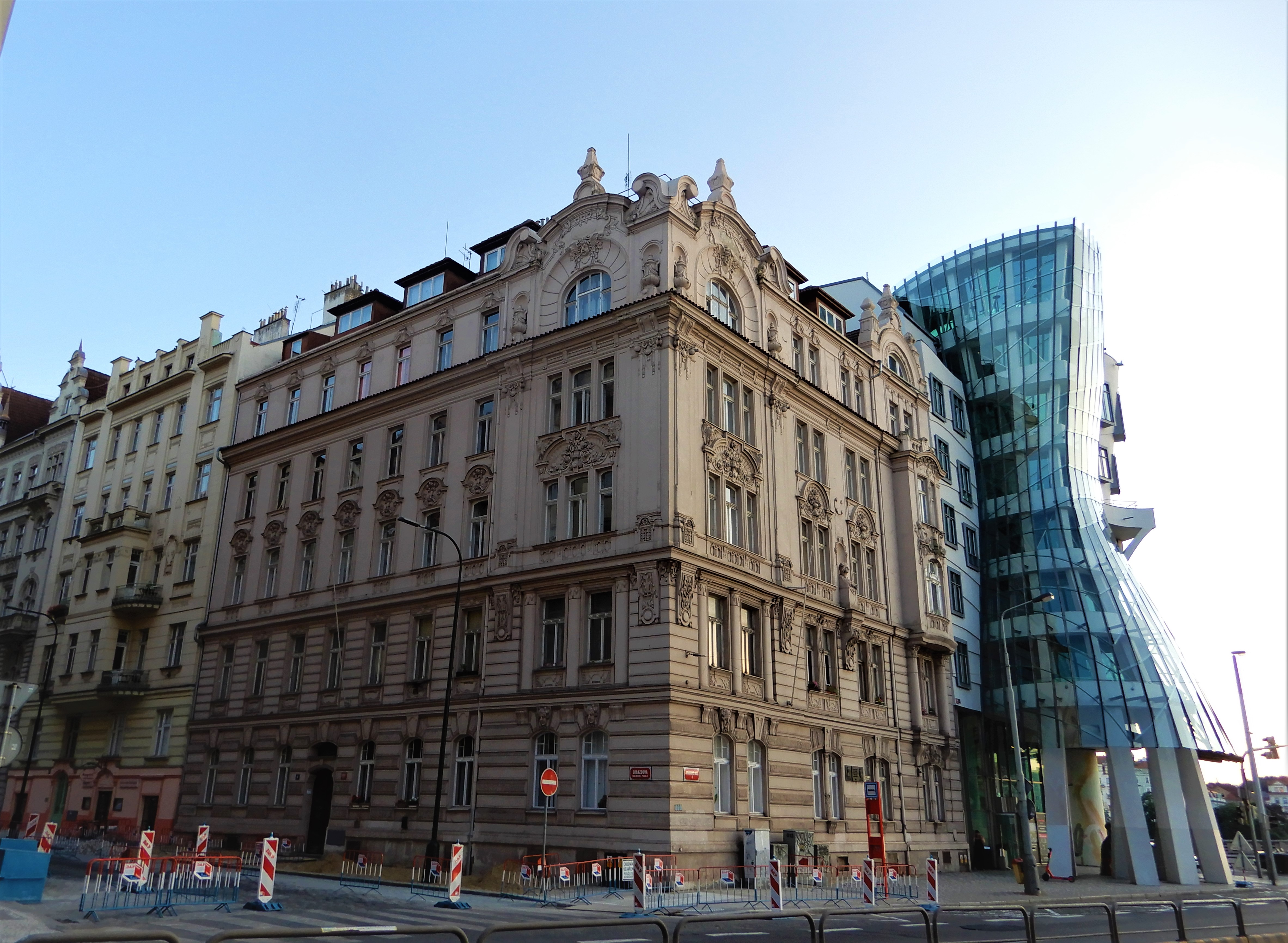
Gorazdova 19, páté patro s mansardou obýval Eduard Bass a po něm Jan Drda

.

## Domy, firmy a instituce
- Gorazdova 1 / Palackého náměstí 3, nárožní obytný dům s hostincem "U pomníku", dříve "U Bejšovců"; původně Pištěkův dům. Dominantní novorenesanční rohák roku 1897 postavil architekt Emil Pištěk pro svou rodinu. Na fasádě heslo:Vytrvalost vede k cíli, překoná i dlouhou míli.
- Gorazdova 2-4 / Trojanova ulice, nárožní novostavba pro Dispečink Dopravního podniku (Metrostavu, také Metroprojektu) z let 1980–1982, postavená na místě nárožního domu č.2 (vybombardovaného při náletu na Emauzy v roce 1945) a secesního vzorového domu č. 4 architekta Buriánka, brzy přestala sloužit původnímu účelu, nyní sídlo firem.
- Gorazdova 12 / Trojanova 7 – nárožní funkcionalistický dům, který v letech 1928–1929 projektoval architekt Petr Kropáček pro inženýra Eugena Syrovátku, svobodného zednáře, který zde vedl lóži Sibi et posteris(Sobě a budoucím). Na fasádě do Trojanovy ulice je v 1. patře zednářské znamení krychle. Ve dvorním traktu v přízemí se dochovaly nástěnné malby této lóže; scházeli se zde výtvarníci jako Jaroslav Horejc, Alfréd Justitz nebo Ladislav Kofránek. V 90. letech zde měla Národní galerie jeden z depozitářů.
- Gorazdova 11 : výrazný dům ve stylu historismu, se secesním reliéfem ženy na fasádě 5. patra; architekt Jan Petrák. V 5. patře bydlel přírodovědec Václav Jan Staněk, na balkóně fotografoval většinu živočichů pro své knihy. V 6. patře měl ateliér akademický malíř Václav Kiml.
- Gorazdova 13 "U Kapínů": památkově chráněný secesní dům s ženskou bustou v průčelí a s malbou na fasádě 6. patra; architekt Jan Petrák (1906)
- Gorazdova 14 (čp. 335/II): pozdně secesní dům z let 1915–1916, v letech 1945–1970 v přízemí cukrárna "U Šafaříků".
- Gorazdova 17: v přízemí byla v letech 1918–2011 proslulá restaurace Na rybárně nebo Rybárna, kterou navštěvovaly osobnosti z okolí, například herci Otomar Korbelář nebo Jaroslav Mareš. Restauraci si oblíbil Václav Havel dávno předtím, než se stal prezidentem. I během svého úřadování tam svolával jednání.[3] Několik let restauraci vedla kuchařka Čirina Košíková, kolem roku 2013 byla restaurace zrušena a proměněna ve vietnamské bistro.[4]
- Nárožní dům Gorazdova 19 /Jiráskovo náměstí, čp. 1982/II, pětipatrový ve stylu historismu. V 5. patře s mansardou bydlel až do smrti v roce 1946 spisovatel Eduard Bass, po něm spisovatel a předseda Svazu Čs. spisovatelů Jan Drda, kterému v srpnu 1968 sovětské tanky stojící na Jiráskově náměstí prostřílely knihy v knihovně, což spoluobčanům ukazoval, distancoval se od svých dosavadních politických funkcí a brzy po té zemřel.
- Gorazdova 20 (čp. 332/II); novobarokní dům se štukovou výzdobou; bydlela zde herečka Národního divadla Jarmila Kronbauerová, autorka autobiografické knihy Hodiny pod harlekýnem.
- Gorazdova 22 (čp. 331/II): novobarokní dům a plastickou štukovou výzdobou na fasádě; od roku 1906 zde s rodiči bydlela spisovatelka Milada Součková,[5] v letech 1930–1940 i se svým manželem, malířem Zdeňkem Rykrem.[6]
- Gorazdova 24: budova bývalého podniku Energovod, nárožní dům do Resslovy ulice, čp. 1969/II, postaven roku 1959 na místě domu vybombardovaného při náletu na Emauzy roku 1945.